# Жиркович, Борис Владимирович
Жиркович, Борис Владимирович (1888, Смоленск — 26 декабря 1943, Сталинград) — российский и советский писатель-юморист, сатирик. Публиковался под псевдонимами Иван Козьмич Прутков, Б. Владимиров. По национальности — серб.
Окончил Варшавский кадетский корпус, затем Николаевское инженерное училище. Выпущен подпоручиком, служил в полевом саперном батальоне. Первые его произведения появились в «Ниве» за 1909 год. С 1909 года — постоянный сотрудник в «Сатириконе» и «Новом Сатириконе». Создал комическую маску «племянника» знаменитого Козьмы Пруткова. Жиркович использовал жанры басни и литературной пародии для злободневных сатирических разоблачений.
После Октябрьской революции сотрудничал в «Красной газете», «Красном вороне», «Пушке», «Бегемоте», «Гудке», «Смехаче», «Ревизоре». В 1920-х годах выпустил несколько сборников юмористических рассказов и стихотворений: «Взгляд в корень» (Л., 1926), «Всякое такое» (М.-Л., 1926), «Веселая путаница» (Л., 1927), «Для потомства» (Л., 1928) и другие. Жиркович и художник Б. И. Антоновский создали популярный образ-маску обывателя Евлампия Карпыча Надькина («Приключения Евлампия Карпыча Надькина», М., 1928).
В 30-е годы Жиркович работал в «Крокодиле», писал эстрадные обозрения и скетчи (под псевдонимом Б. Владимиров).
Умер в Сталинграде 26 декабря 1943 года.

## Семья
Брат Жиркович, Георгий Владимирович (7 февраля 1894—1935) — окончил Варшавский Кадетский корпус (1911), Константиновское артиллерийское училище (1914), штабс-капитан, участник Первой мировой войны. Лётчик-испытатель. Погиб 29 октября 1935 года при испытании самолёта ЗиГ-1 (ПС-89).

## Сочинения
- Рассказы. — М.—Л., 1926.
- Взгляд в корень. — Л., 1926.
- Всякое такое. — М.—Л., 1926.
- Веселая путаница. — Л., 1927.
- Для потомства. — Л., 1928.
- Солнечное затмение. — М., 1928;
- Приключения Евлампия Карпыча Надькина. — М., 1928.
- [Автобиография], в сб.: Бегемотник — (Энциклопедия Бегемота). — Л., 1928.